# Lidia Morawska
Lidia Morawska z domu Jaskuła (ur. 1952 w Tarnowie) – polska fizyczka, profesor Uniwersytetu Technicznego w Queensland i dyrektor International Laboratory for Air Quality & Health (działającego w ramach Światowej Organizacji Zdrowia.

## Życiorys
Urodziła się w Tarnowie w 1952. Dorastała jednak w Przemyślu, do którego jej rodzina przeniosła się, gdy miała dwa lata. Uczęszczała do II LO im. Kazimierza Morawskiego, a po maturze podjęła studia fizyczne na Uniwersytecie Jagiellońskim. Tam też w 1982 obroniła doktorat z zakresu badań nad radonem oraz jego pochodnymi. W latach 1987–1991 przebywała w Kanadzie, prowadziła badania najpierw na Uniwersytecie McMastera, a później na Uniwersytecie w Toronto. Od 1991 pracuje na australijskim Uniwersytecie Technologicznym w Queensland. Jest członkinią Australijskiej Akademii Nauk, a także doradza Światowej Organizacji Zdrowia.

### Życie prywatne
Jej rodzicami byli Zofia Jaskuła oraz kapitan Henryk Jaskuła, znany żeglarz.
Dwukrotnie zamężna (drugi raz jako wdowa), ma córki.

## Wyróżnienia
W 2021 magazyn „Time” umieścił jej nazwisko na corocznej liście 100 najbardziej wpływowych ludzi na świecie. Została wyróżniona w kategorii „innowatorzy”, w uznaniu jej zasług dla skuteczniejszej walki z wirusem SARS-CoV-2. Morawska przewodziła powołanej w 2020 interdyscyplinarnej grupie badawczej, złożonej z 239 naukowców z całego świata. Grupa ta badała rolę drogi kropelkowej dla rozprzestrzeniania się wirusa SARS-CoV-2, a na podstawie efektów jej prac WHO zaktualizowała swoje zalecenia sanitarno-epidemiologiczne.
W 2023 roku została laureatką międzynarodowej nagrody L’Oréal-UNESCO dla Kobiet i Nauki. 
W 2025 została odznaczona Odznaką honorową „Zasłużony dla Województwa Podkarpackiego”.